# Чіорлано
Чіорлано (італ. Ciorlano) — муніципалітет в Італії, у регіоні Кампанія,  провінція Казерта.
Чіорлано розташоване на відстані близько 150 км на схід від Рима, 70 км на північ від Неаполя, 45 км на північ від Казерти.
Населення — 414 осіб (2014).

## Демографія
Населення за роками:

Станом на 1 січня 2023 року в муніципалітеті офіційно проживав 31 іноземець з 7 країн, серед них 4 громадяни країн Євросоюзу та 3 громадяни України.

## Сусідні муніципалітети
- Капріаті-а-Вольтурно
- Фонтегрека
- Прата-Санніта
- Прателла
- Сесто-Кампано
- Венафро